# Chevrolet Corvette
La Chevrolet Corvette è un'automobile sportiva prodotta dalla casa automobilistica statunitense Chevrolet a partire dal 1953. Può essere considerata la prima vettura di questo segmento realizzata negli Stati Uniti, tanto da divenire la vettura sportiva statunitense per antonomasia. Dopo otto generazioni è ancora in produzione.
Grazie alla filosofia che privilegiava la semplicità meccanica rispetto alle dirette concorrenti ne è risultata una vettura leggera, piccola e relativamente economica. Dal 2005 al 2012 la Corvette è stata venduta in alcuni paesi, tra i quali l'Italia sotto il marchio omonimo invece di quello Chevrolet.

## Storia
Fu Harley Earl, uno dei più importanti designer di automobili statunitense, a convincere la General Motors, gruppo al quale apparteneva il marchio Chevrolet, della necessità di realizzare una vettura sportiva a due posti. Il prototipo della Corvette venne presentato al Motorama Show presso il Waldorf-Astoria Hotel di New York nel gennaio 1953 ed era siglato come progetto EX-122 (durante le fasi di sviluppo all'interno del centro studi GM si usava il nome Project Opel per tenerlo segreto).
L'EX-122 differisce dalla Corvette entrata in produzione nello stesso anno solo per pochissimi dettagli: la scritta Chevrolet accanto all'emblema sul cofano; le prese d'aria per l'aerazione dell'abitacolo sui passaruota; le serrature delle portiere; il fregio e la posizione della scritta Chevrolet sulle fiancate; le cromature del motore Blue Flame Special.
Il nome, che sembra venisse proposto da Myron Scott, derivava da quello della Corvetta, una piccola unità navale. La carrozzeria di questa vettura era realizzata con un materiale all'epoca piuttosto nuovo: la fibra di vetro. Venne utilizzato questo materiale per evitare il problema delle quote sull'acciaio ancora in vigore dopo la fine della seconda guerra mondiale. Per la parte meccanica furono impiegate delle parti standard già prodotte dalla Chevrolet, che in quel periodo era il marchio di ingresso alla gamma General Motors. Come motore fu scelto il motore 6 cilindri in linea Blue Flame da 4,6 L (283 in³) che veniva impiegato su alcuni mezzi commerciali. Per la trasmissione venne impiegata la Powerglide, una trasmissione automatica a due rapporti. Anche i freni a tamburo erano componenti standard Chevrolet.
Si lavorò sul motore per incrementarne le prestazioni montando una batteria di tre carburatori, modifica che era un'esclusiva della Corvette. Nonostante questo però la vettura rimaneva sottopotenziata in confronto alle analoghe automobili italiane o inglesi dell'epoca. Anche i freni erano piuttosto lunghi nella loro azione mentre venne criticata la mancanza di una trasmissione manuale.
Nel 1954 divenne disponibile come optional un compressore centrifugo Paxton. Le vendite però continuarono a diminuire tanto che la General Motors prese seriamente in considerazione la cancellazione di questo modello. A farne continuare la produzione furono alcuni importanti eventi che si verificarono nello stesso periodo. Il primo fu costituito dalla introduzione, avvenuta nello stesso anno, del primo motore V8 Chevrolet dopo circa 40 anni. Il secondo fu l'influenza esercitata da Zora Arkus-Duntov sull'ufficio tecnico della General Motors. Infine la Ford introdusse il suo modello Thunderbird. Benché la Thunderbird si orientasse verso la fascia più lussuosa del mercato, piuttosto che verso quella sportiva, era una vettura a due posti come la Corvette.
In pratica la vettura venne trasformata da Arkus-Duntov montando il V8 che venne accoppiato a una  trasmissione manuale a tre marce. Con queste modifiche la Corvette venne trasformata da vettura per appassionati ad auto sportiva.Il modello riscosse un grande successo rendendo la Corvette, una della più importanti vetture mai realizzate.

## Generazioni
La Corvette è in produzione da molti anni e ha subito una costante evoluzione. Più che di versioni ci si riferisce con il termine generazione ai diversi modelli prodotti. Queste generazioni vengono identificate con i termini C1, C2, C3 e via di seguito fino alla C8 oggi in vendita. Oltre a questo termine le varie versioni vengono identificate anche da particolarità meccaniche che le caratterizzano.

### C1 (1953-1962)
La C1 rappresenta la prima Corvette prodotta. Inizia con il modello del 1953 per concludersi con il modello del 1962. Le Corvette di questo periodo sono anche chiamate solid axle (ponte rigido) in quanto fino al 1963 non furono disponibili le sospensioni a ruote indipendenti. In questo periodo (1957) divenne disponibile a richiesta il motore dotato di sistema di iniezione. Con questo sistema il propulsore forniva 290 hp (216 kW).
Nella pubblicità però questo valore venne ridotto a 283 hp perché la vettura veniva venduta con lo slogan secondo il quale la Corvette sviluppava un cavallo ogni pollice cubo. Dato quindi che la cilindrata del motore, secondo il sistema consuetudinario statunitense, era di 283 in³ venne adottato quel valore per la potenza del motore.
Nel 1962 il motore Small-block della General Motors venne portato a 5,4 L (327in³). La potenza era ora di 360 hp (268 kW). Furono inoltre introdotti i finestrini elettrici (1956), la capote dotata di motore per l'apertura (1956), il cambio manuale a quattro velocità (metà del 1957) e freni e sospensioni migliorati (1957).

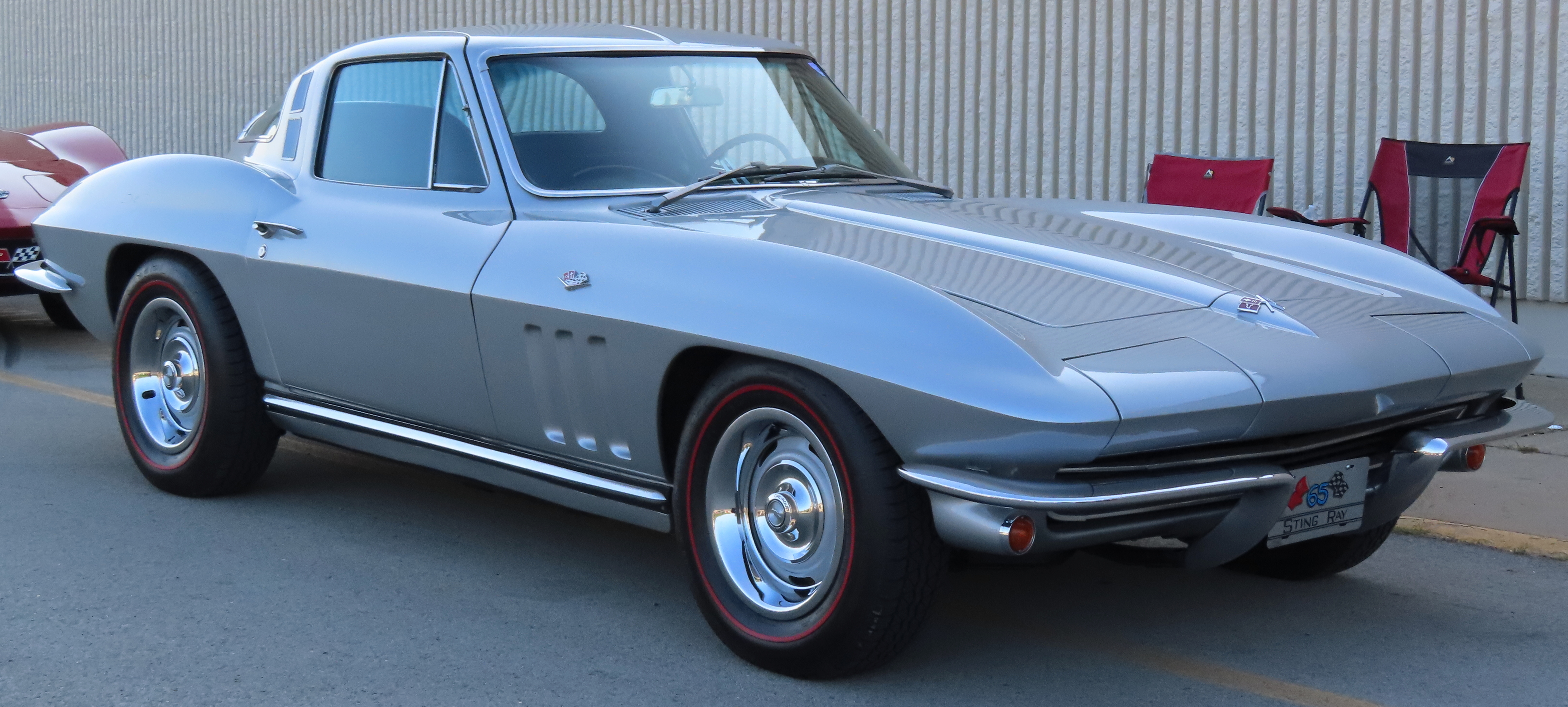
Corvette C2

### C2 (1962-1967)
La Corvette di seconda generazione (nota come "C2"), che introdusse per la prima volta i fari a scomparsa e il modello coupé con tetto rigido chiamato Sting Ray, continuò a essere costruita con pannelli della carrozzeria in fibra di vetro e, nel complesso, era più piccola della prima generazione. La produzione iniziò nel 1962 e terminò nel 1967.

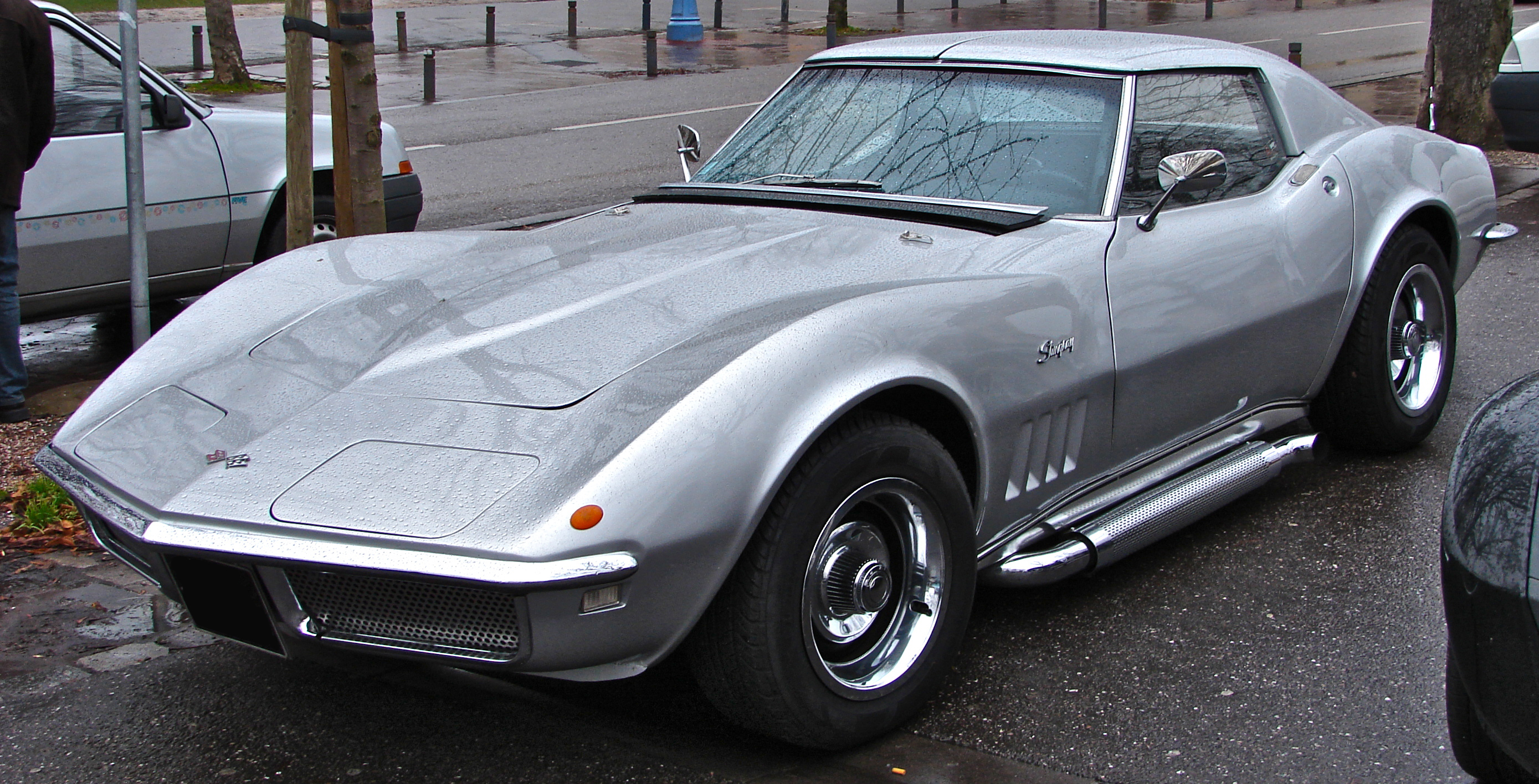
Corvette C3

### C3 (1967-1982)
La Corvette di terza generazione (nota come "C3") venne creata sulla base della concept car Chevrolet Mako Shark II e fu introdotta nel 1967. Le versione C3 introdusse per la prima volta un piccolo hard top rimovibile. Fu prodotta fino al 1982.

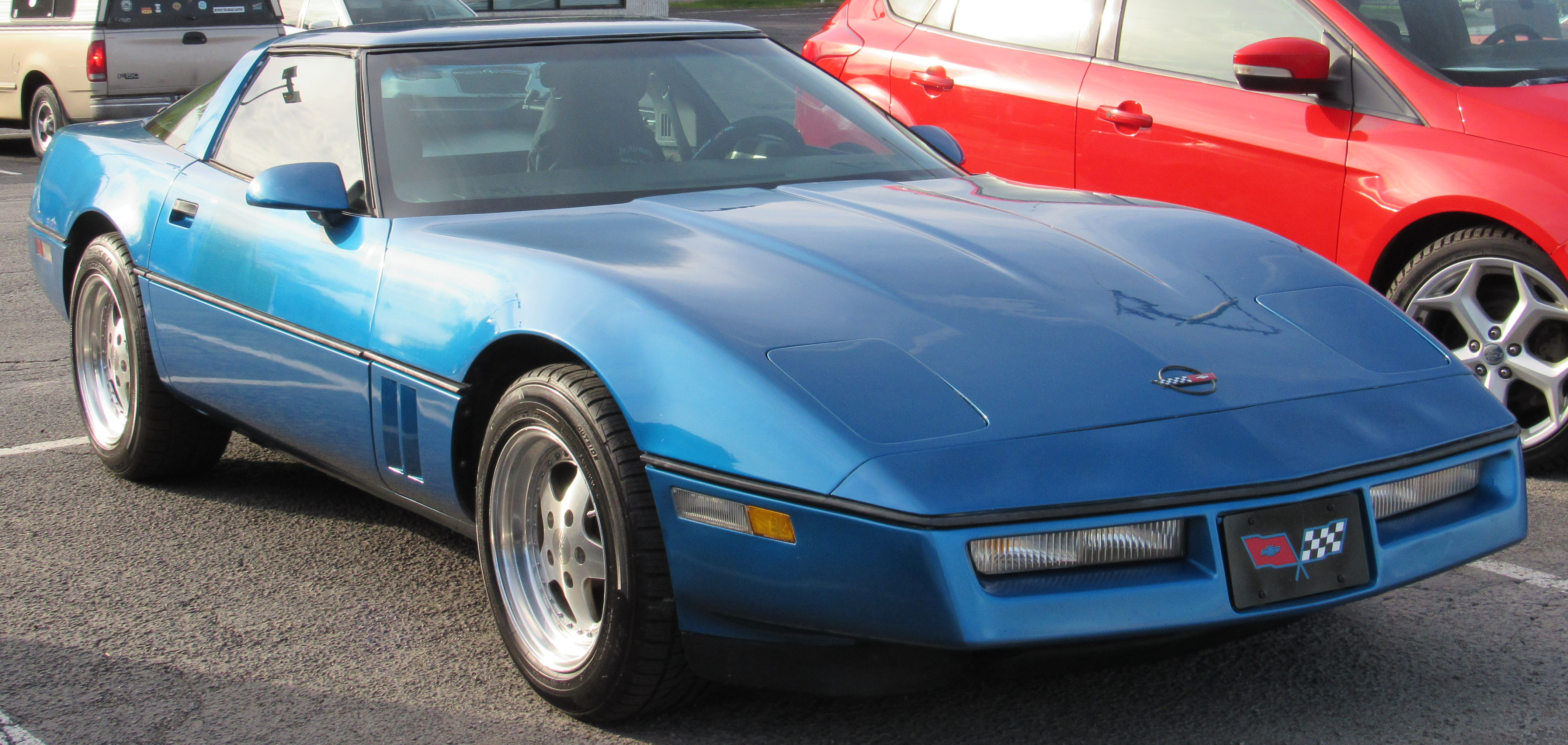
Corvette C4

### C4 (1983-1996)
La Corvette di quarta generazione fu la prima a subire una completa e totale riprogettazione dalla Corvette del 1963. Fu prodotta dal 1983 al 1996.

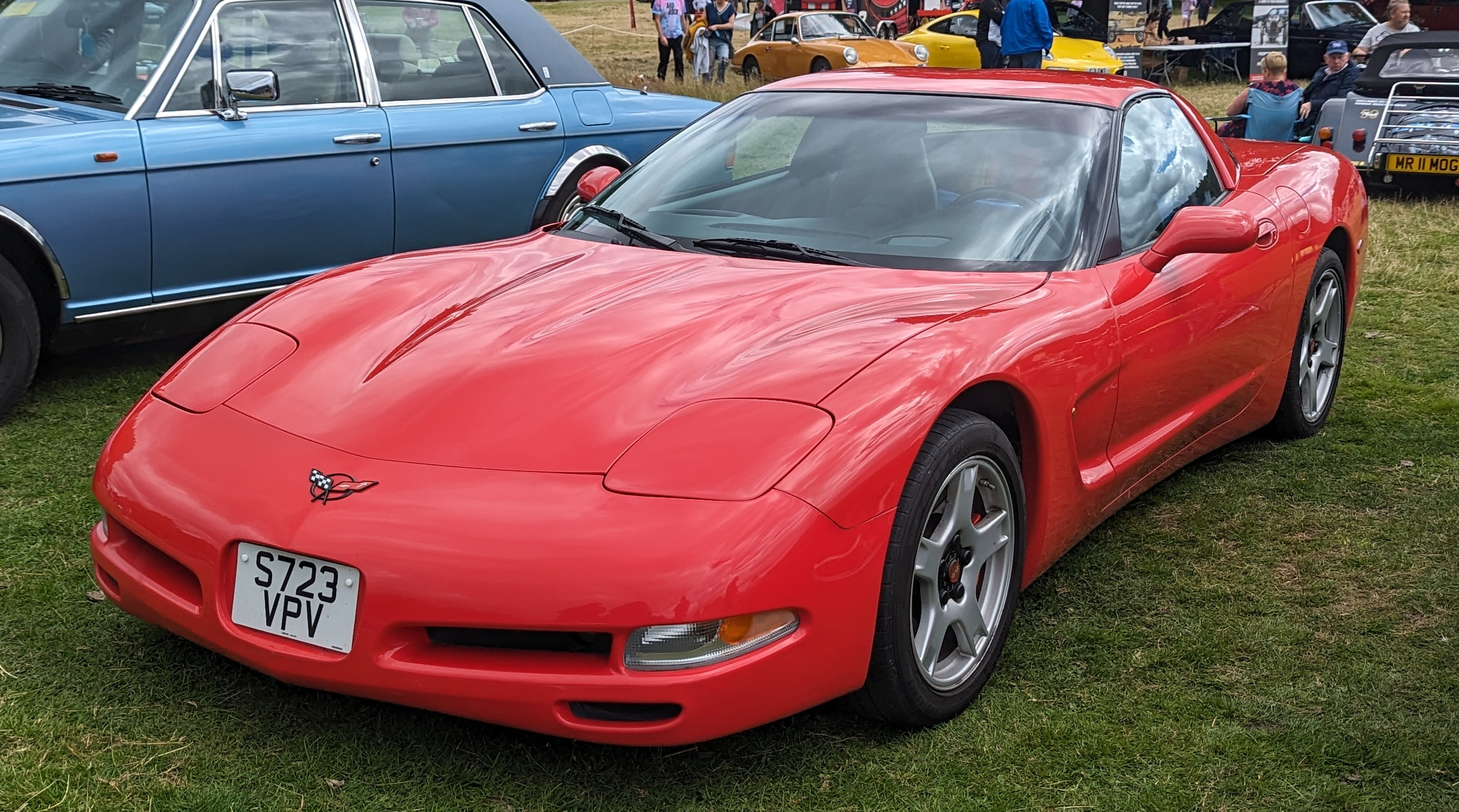
Corvette C5

### C5 (1997-2004)
La Corvette C5 venne riprogettata da zero, dopo che le vendite della generazione precedente ebbero a diminuire. La produzione della Corvette C5 inizialmente doveva iniziare nel 1996, ma a causa di problemi relativi alla qualità e alla produzione che ne ritardarono la presentazione, esordì in pubblico nel 1997. La produzione della C5 continuò fino al 2004. La C5 si caratterizzava per un design completamente nuovo, da inediti contenuti tecnici e motorizzazioni.

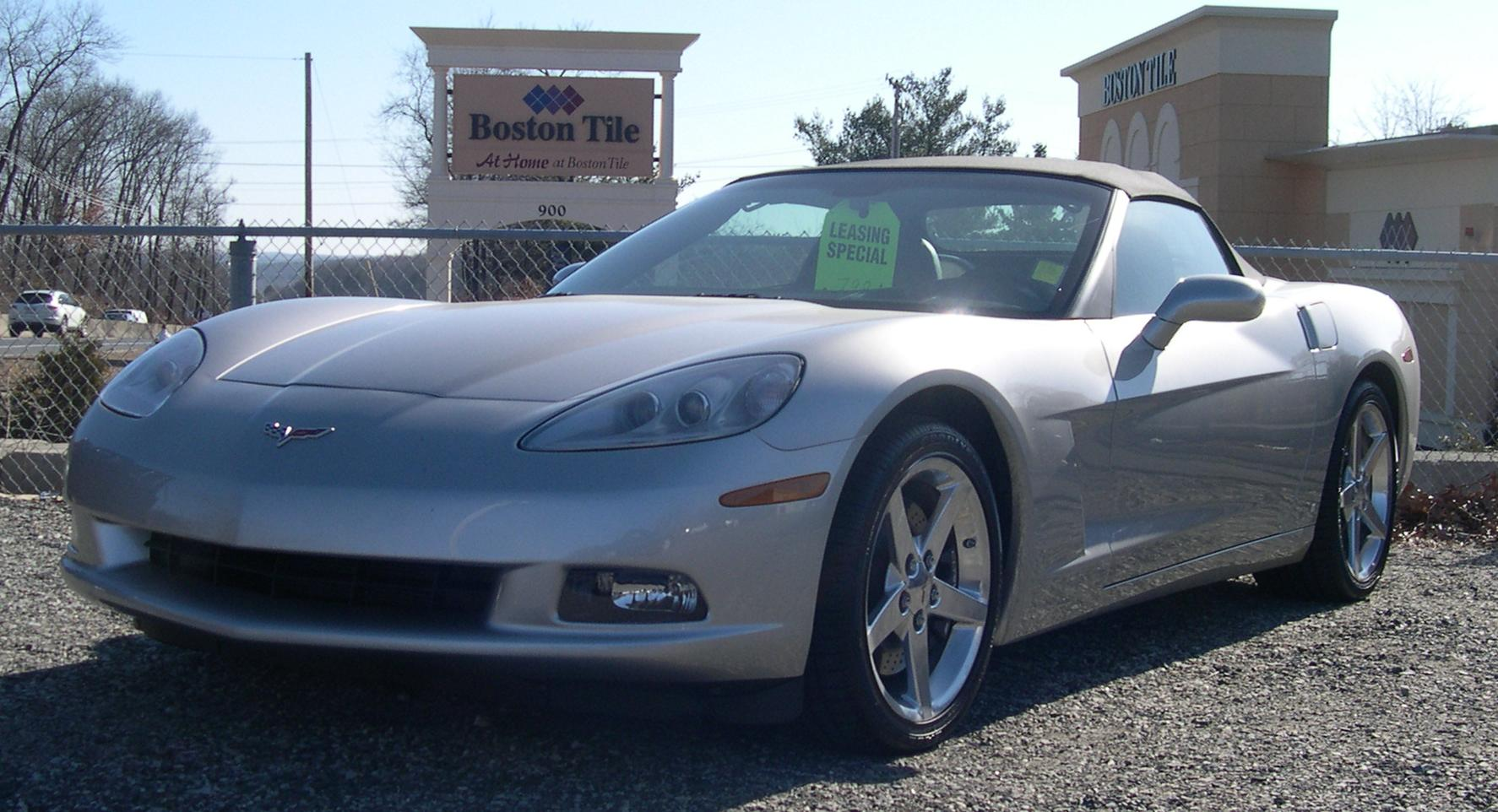
Corvette C6 Convertible

### C6 (2004-2013)
Per la Corvette C6, GM si concentrò sul perfezionamento della C5 piuttosto che riprogettarla. La C6, presentata nel 2004, pertanto rappresentava una pesante evoluzione della C5. Il passo della C6 venne aumentato mentre gli sbalzi della carrozzeria vennero ridotti rispetto alla C5. I fari a scomparsa furono sostituiti con altri semi carenati.
La produzione cessò nel 2013.

### C7 (2013-2019)
La prima concept della nuova generazione di Corvette fu presentata presso il Salone dell'automobile di Chicago del 2009, ma solo nel salone dell'automobile di Detroit del 2013 venne ufficialmente mostrata la versione finale di serie, la quale venne denominata Stingray in omaggio al modello speciale prodotto nel 1962.
La vettura è stata dotata di un propulsore V8 LT1 dotato di 455 CV (nella versione base), che le permette un'accelerazione da 0 a 100 km/h in meno di 4 secondi, e di 659 CV nella versione sovralimentata. Per raffreddarlo, è stato studiato in galleria del vento un nuovo assetto aerodinamico della carrozzeria per permettere lo sfruttamento ottimale e l'espulsione dell'aria. In curva l'auto subisce una forza g pari a 1. Per la gestione della potenza è stato impiegato un cambio manuale TREMEC a sette marce abbinato a un sistema Active Rev Matching. Tale sistema è stato aggiunto anche al cambio automatico dotato di Launch Control a sei marce.
Per migliorare le prestazioni, è stato introdotto un nuovo sistema di scarico doppio gestiti da una valvola a farfalla che si apre in base alle esigenze prestazionali. Sotto i cerchioni da 18″ e 19″ avvolti in pneumatici Michelin Pilot Super Sport run on flat si trova un impianto frenante Brembo.
Gli interni sono stati ispirati a quelli dei velivoli da combattimento e offrono sedili in pelle Nappa con inserti in fibra di carbonio e alluminio. Per adattarsi allo stile di guida del guidatore, il sistema di controllo può essere settato su 5 posizioni tramite il Drive Mode Selector posizionato sulla plancia dell'abitacolo. L'impianto di illuminazione del manto stradale è stato affidato a due fari dotati di tecnologia LED.

### C8 (dal 2020)
L'ottava generazione della Chevrolet Corvette, denominata C8, è prodotta dalla General Motors con il marchio Chevrolet a partire dal febbraio 2020. Questa generazione, basata su un telaio e meccanica totalmente inediti, vede il posizionamento del motore in posizione posteriore centrale con una configurazione della carrozzeria a berlinetta, una tipologia inedita per la Corvette, che nelle precedenti generazioni era disponibile solo come coupé a motore anteriore centrale.

### Versioni e allestimenti
Sono disponibili tre livelli di allestimento, 1LT, 2LT e 3LT, che sono abbinabili a tre tipi di configurazione delle sospensioni chiamati FE1, FE3 e FE4, a cui si aggiungono due pacchetti d'accessori opzionali chiamati pacchetti Z51 Performance. Inoltre, sono disponibili anche tre tipologie di sedili: GT1, GT2 e Competition Sport. L'interno è rivestito in pelle o tessuto con finiture in fibra di carbonio o alluminio. Inoltre, disponibile come optional, c'è lo specchio retrovisore digitale, che attraverso una telecamera posta nella parte posteriore del veicolo, proietta le immagini video sullo specchietto retrovisore.

## Esemplari storici
La E53F001003 conosciuta anche come Double-O-Three, la terza Corvette del 1953, è l'esemplare conservato con il maggiore numero di anni. Il 21 gennaio 2006 è stato battuto a un'asta a un milione di dollari.

## Concept car

### Corvette Stingray (1958)

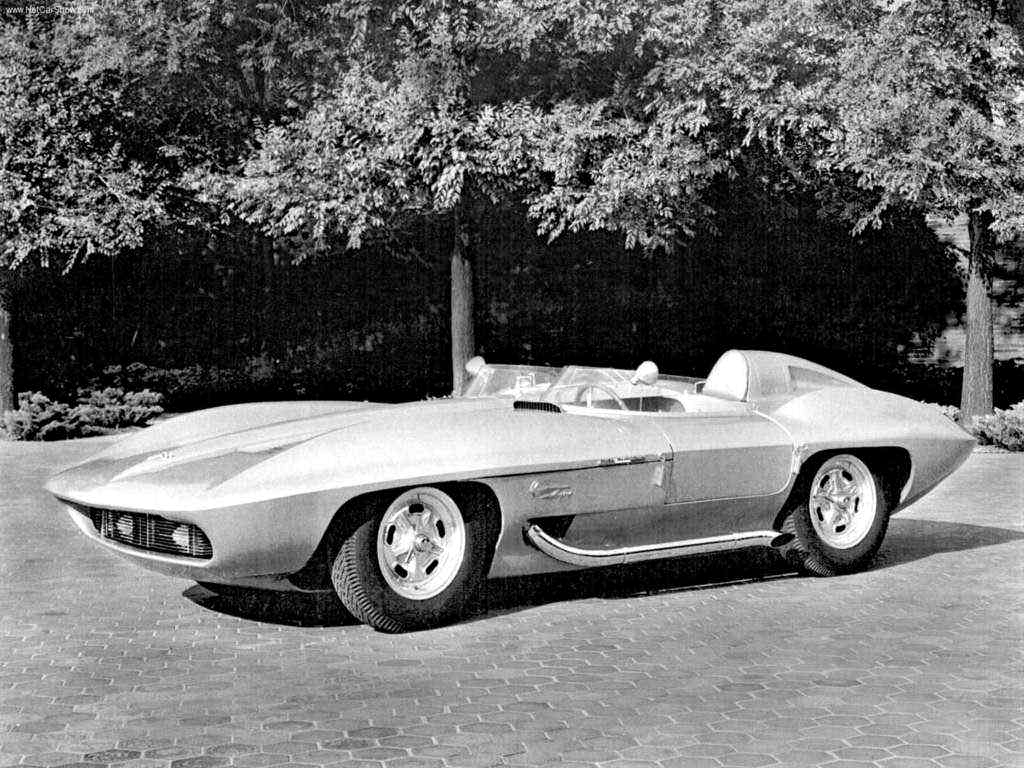
La concept car Stingray

La Corvette XP-87 Stingray era una concept car realizzata con fondi privati che formò la base di partenza per la seconda generazione (C2) della Corvette. La Stingray era una vettura da competizione progettata nel 1959 da Pete Block, che allora era il più giovane progettista della GM, Bill Mitchell, vicepresidente e capo dell'ufficio stile della società, e da Larry Shinoda. Come base di partenza venne utilizzata la Corvette SS del 1957, un progetto che non venne sviluppato.
Nel 1957 la Corvette SS era un progetto per realizzare una vettura da competizione realizzato da un team di ingegneri che aveva a capo Zora Arkus-Dunton quale parte di un programma volto alla creazione di un reparto corse della Chevrolet che doveva portare alla partecipazione alla 24 Ore di Le Mans. Subito dopo il debutto alla 12 Ore di Sebring, dove la vettura si ritirò dopo aver percorso 23 giri, l'Automobile Manufactures Association (AMA) vietò l'utilizzo di vetture gestite da case costruttrici e quindi la SS venne utilizzata solo per delle prove private su pista e quale banco di prova.
La vettura era sia leggera, con un peso di 839 kg (1850 libbre), che veloce grazie ai 375 hp (280 kW) di potenza garantiti dal suo motore che le permise di raggiungere i 295 km/h (185 miglia orarie) a Sebring. La Stingray usò dei componenti del progetto ormai accantonato della Q-Corvette così come le parti fondamentali della Corvette SS. Il suo interasse era di 2.337 m (92 pollici) e la nuova vettura era eccezionalmente leggera con un peso di 997 kg (2.200 libbre), quasi 450 kg (1.000 libbre) meno della vettura di serie in produzione nel 1960. Il suo motore era uno small-block da 4.7 l (283 pollici cubici) che garantiva 315 hp (235 kW) a 6.200 giri al minuti. Il progetto della carrozzeria della Stingray era fortemente influenzato dallo stile della Corvette di nuova generazione che entrò in produzione nel 1963. Questo modello venne anche utilizzato quale banco di prova di numerosi sviluppi tecnici quali il cambio manuale a quattro marce, l'uso estensivo dell'alluminio e l'installazione del ponte De Dion per le sospensioni posteriori. La vettura venne presentata come modello costruito per provare la facilità di guida e le prestazioni anche se Bill Mitchell fece in modo che fosse ampiamente utilizzata nelle competizioni. Nelle mani di Dick Thompson fece il suo debutto il 18 aprile 1959 al Maryland's Marlboro Raceway concludendo la gara al quarto posto. Nel 1960 vinse il campionato Sports Car Club of America (SCCA) del 1960. La Stingray venne quindi ritirata dalle corse e modificata da Mitchell e tra le modifiche introdotte vi era anche l'aggiunta del posto per il passeggero. Dopo le modifiche il veicolo venne utilizzato come veicolo sperimentale e, durante i fine settimana, veniva usata e guidata regolarmente da Bill Mitchell. La vettura venne anche utilizzata nel film del 1967 Miliardario... ma bagnino con Elvis Presley. Attualmente la vettura è conservata quale veicolo di interesse storico dal GM Design Studio.

### Stingray (2009)

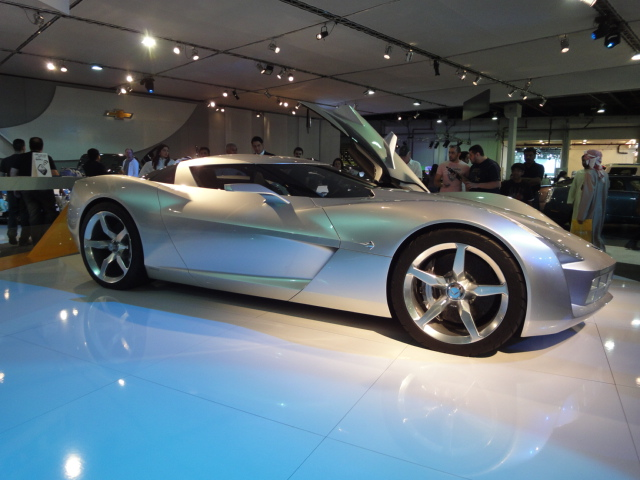
La Stingray concept car del 2009

Conosciuta anche come Corvette Centennial la Stingray del 50º anniversario ha fatto la sua comparsa al Chicago Auto Show nel febbraio del 2009. Una versione di questa auto venne anche utilizzata come principale attrazione nel film Transformers - La vendetta del caduto. La Corvette Stingray concept è stata sviluppata quale sfida progettuale interna nel tentativo di combinare le caratteristiche della Corvette classica con i materiali moderni, le nuove tecnologie e un aspetto impressionante. La vettura è dotata di un cofano a conchiglia, porte ad apertura verticale, sedili ergonomici, telecamera posteriore con visione notturna e motore ibrido ad alte prestazioni. Erano inoltre disponibili controlli sensibili al tocco interattivi che permettono al pilota di personalizzare la potenza e l'efficienza durante la guida e la possibilità di condividere in tempo reale con gli amici, grazie a una telecamera integrata, i dati telemetrici della vettura e delle immagini.

### Mako Shark

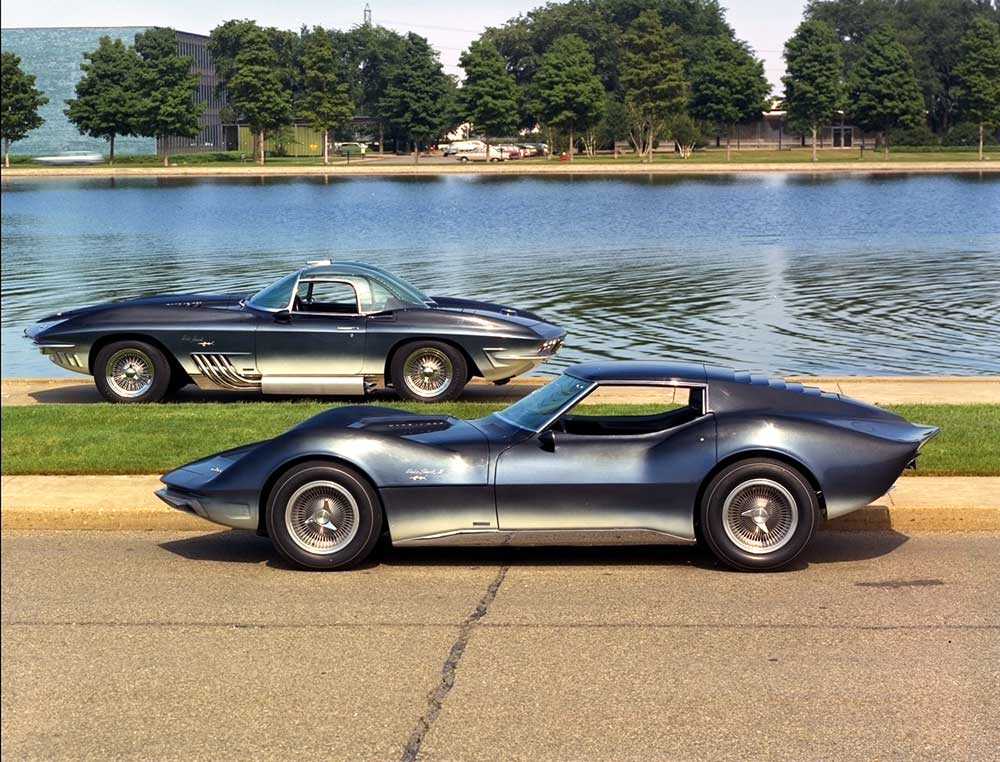
Le Mako Shark I e II

La concept car XP-755, conosciuta anche come Mako Shark, venne disegnata Larry Shinoda sotto la direzione di Bill Mitchell allora direttore dell'Ufficio Stile della GM nel 1961 quale vettura prototipo per la Corvette di produzione. Per rispettare il nome anche l'aspetto filante, il muso appuntito e altri dettagli erano ispirati alle forme dello squalo Mako. La parte posteriore della Corvette del '61 venne dotata di altre due luci rispetto a quelle della vettura di serie portando così il totale delle luci posteriori per questa vettura. Questa vettura inoltre era inspirata alla XP87 Stingray da competizione del 1959 che a sua volta fu fonte di ispirazione per la Corvette Stingray del 1963.
Secondo un aneddoto ampiamente diffuso Mitchell aveva uno Mako appeso sul muro del suo ufficio e ordinò al suo team di replicare sulla vettura la colorazione della pelle dello squalo che partendo da un grigio-azzurro del dorso sfumava gradualmente nel bianco del ventre. Il team effettuò diversi tentativi ma senza ottenere un esito positivo. Alla fine si dice che decisero di prendere lo squalo dall'ufficio di Mitchell e di dipingerlo come la vettura. Questa volta il risultato fu positivo tanto che Mitchell, che sempre secondo la storia non si accorse della modifica dello squalo, lodò il team per il risultato raggiunto.
La Mako divenne un enorme successo presso tutti gli Auto Show e molte sue caratteristiche furono poi introdotte nelle Corvette di serie del 1963. La XP-755 venne anche utilizzata nella serie Route 66 mandata in onda nel 1963. Questo veicolo venne utilizzato dal personaggio Prudie Adams e nella serie sulla vettura erano stati montati degli scarichi laterali e un tettuccio a doppia bolla. Con la realizzazione della Mako Shark II questa vettura verrà identificata anche come Mako Shark I.
La Mako Shark II divenne fonte di ispirazione per la Corvette C3 di serie del 1968. La Mako SharK II fece il suo debutto nel 1965 come vettura dimostrativa. La Chevrolet ne realizzò due esemplari di cui solo uno funzionante. La vettura non funzionante aveva delle caratteristiche futuristiche quali scarichi laterali dalla sezione quadrata, un volante quadrato mentre la versione funzionante aveva uno spoiler retrattile posteriore e un paraurti quadrato che poteva essere esteso per aumentare la protezione. Il motore era il 427 Mark IV che divenne disponibile anche per le vetture di serie. La verniciatura riprendeva quello della versione precedente con il grigio-azzurro sulla parte superiore e argento-bianco sulla parte inferiore della carrozzeria.
La Mako Shark II tornò all'Ufficio Stile della GM per essere trasformata nella Manta Ray. Le modifiche riguardavano i finestrini posteriori ad arco, lo spoiler frontale, la calandra ridisegnata e gli scarichi laterali esterni. Vennero sostituiti gli pneumatici Firestone con quelli Goodyear. Oggi sia la Mako che la Mantra sono parte della collezione storica presso il GM Heritage Center.

## Riconoscimenti
La Corvette è stata l'auto dell'anno della rivista Motor Trend negli anni 1984 e 1988. La C6 ha ottenuto il riconoscimento come North American Car of the Year nel 2005. Successivamente nel 2020, anche la C8 Stingray, ottava generazione della sportiva americana e prima nella storia con il motore centrale, ha vinto il premio "North American Car of the Year".

## Modelli speciali
- Chevrolet Corvette CERV
- Chevrolet Corvette Competition Edition
- Chevrolet Corvette Victory Edition
- Chevrolet Corvette Indianapolis 500 Pace Car
- Chevrolet Corvette Daytona 500 Pace Car
- Chevrolet Corvette Allstate 400 Pace Car
- Chevrolet Corvette 427 Limited Edition Z06
- Chevrolet Corvette Callaway Edition
- Chevrolet Corvette Royal Oak Police
- Chevrolet Corvette Bloomfield Hills Police
- Chevrolet Corvette S Limited
- Chevrolet Corvette ZHZ Limited Edition